# Salátatörvény
A salátatörvény bizalmas, nem hivatalos kifejezés az olyan törvények megnevezésére, amelyek számos (akár 100-nál is több) különböző jogszabályt módosítanak. Ilyen pl. a 2015. évi CLXXXVI. törvény, amely a Közigazgatási bürokráciacsökkentés Magyarországon érdekében számos törvényt módosított.
A „salátatörvények” lényege, hogy különböző törvények egyes pontjait módosítják egy törvénnyel. 
A salátatörvény sajátos jogalkotási technika, amely a hatályos jogszabályok tömegének meghatározott szempont szerinti felülvizsgálatára irányul.

## Kritikák
A salátatörvények gyakran nehezen áttekinthetők. Szlovákiában 2016-ban elhatározták, hogy ezentúl nem lesz a képviselőknek lehetőségük indirekt törvénymódosításokra. A kormánypárti képviselők nemritkán más jogszabályokon keresztül változtatták meg a törvényeket, ezzel ún. salátatörvények keletkeztek. „A törvényjavaslatok vitája során nem lehet olyan módosító indítványt benyújtani, amely az adott, éppen tárgyalt törvénnyel nem áll összefüggésben. Ha ilyen javaslatot nyújtanak be, az ülésvezető nem szavaztat róla. A beterjesztő ilyen esetben panasszal élhet. Ha a többség ezt elfogadja, a javaslatról mégis lehet szavazni” – hangzik az új szabályozás.